# Chris Foerster
Christopher Flyn Foerster (Milwaukee, 12 ottobre 1961) è un allenatore di football americano ed ex giocatore di football americano statunitense.
Giocatore durante gli anni del college, è stato l'allenatore di linea offensivo per i Miami Dolphins della National Football League (NFL). In precedenza, ha lavorato per i Dolphins come coordinatore offensivo nel 2004

## Carriera
Foerster è stato assunto dai San Francisco 49ers il 15 febbraio 2008 come allenatore della linea co-offensive. Ha assunto il titolo di allenatore di linea offensivo nella settimana 8 della stagione 2008.
Prima di unirsi ai 49ers, Foerster ha trascorso tre anni (2005-07) come allenatore di linea offensivo e assistente allenatore per i Baltimore Ravens. Foerster ha anche lavorato come coordinatore offensivo per i Miami Dolphins (2004), allenatore tight end per Indianapolis Colts (2002-03), allenatore offensivo di linea per i Tampa Buccaneers (1996-2001) e assistente line offensive / tight end coach per i Minnesota Vikings (1993-95).
Con un'esperienza di coaching di 34 anni, Foerster ha avuto un impatto anche nei ranghi collegiali, servendo da allenatore di linea offensivo per l'Università del Minnesota (1992), assistente allenatore di squadre offensive / squadre speciali per Stanford (1988-91) e offensivo line coach per Colorado State (1983-87). Ha iniziato la sua carriera da allenatore nel 1982 come assistente laureato al Colorado State dopo una carriera di successo con i Rams come centro dal 1979 al 1982. In origine Foerster si unì alla squadra di football del Rams come walk-on prima di guadagnare una borsa di studio come studente del secondo anno.
Foerster si è dimesso dai Miami Dolphins il 9 ottobre 2017, dopo che il video è emerso mentre sniffava cocaina.